# Nářečí českých strnadů

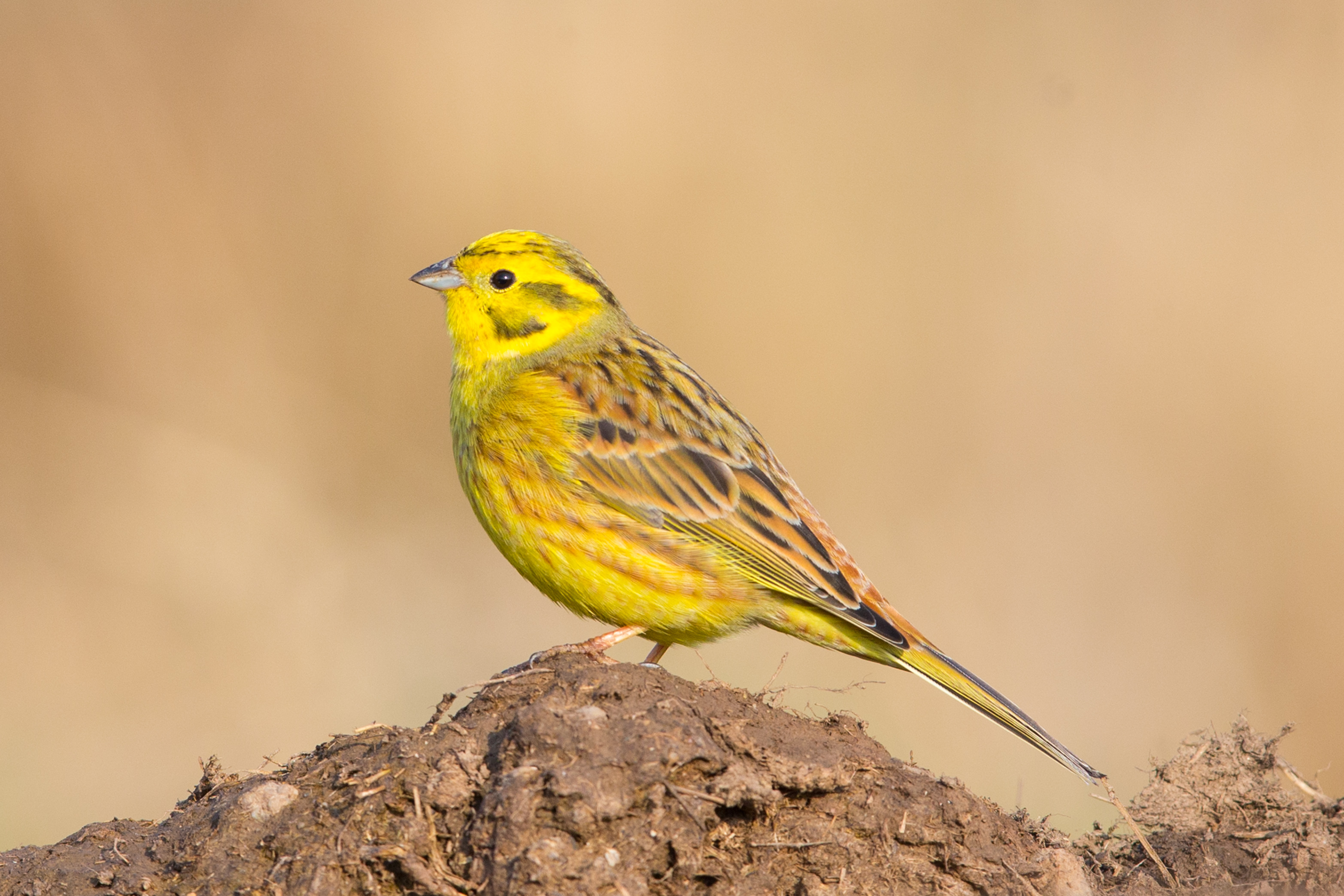
Strnad obecný

Nářečí českých strnadů je projekt občanské vědy. Cílem projektu bylo zmapovat dialekty strnadů obecných na území Česka.

## Historie
Projekt byl založen v roce 2011 v rámci kampaně Pták roku, pořádané Českou společností ornitologickou. Během první sezóny si získal tolik příznivců, že bylo rozhodnuto v projektu pokračovat. V roce 2012 projekt získal vlastní web, který byl propojen s Faunistickou databází České společnosti ornitologické. Za pět let projektu (2011–2016), k jehož úspěchu jistě posloužila i dobře využitá gamifikace, se podařilo získat více než 4000 nahrávek zpěvu strnadích samců z celého území ČR, a tak zmapovat většinu území ČR (89 % faunistických mapovacích čtverců). ČR se tak stala doposud nejdetailněji zmapovanou zemí ve smyslu ptačích dialektů vůbec. Do projektu se zapojilo přes 160 dobrovolníků.

## Strnadí zpěv
Strnadí zpěv k patří k těm nejsnáze zapamatovatelným, tvoří jej jednoduché cicicicicici-cií. Tradičně se přepisuje jako „Kdyby si, sedláčku, chcíp“ nebo „Jak nám to sluníčko krásné svítí“. Jak se ukázalo, i když strnadi zpívají stále „tu svou“, zpívají ji v různých oblastech jinak. Samci z jedné oblasti obvykle sdílejí kombinaci závěrečných dvou slabik své písně, která se liší od kombinace v jiné oblasti. Hranice mezi jednotlivými dialekty jsou často ostré – můžete tedy kráčet z jedné vesnice do druhé a píseň se „vám“ vprostřed najednou promění na několika desítkách metrů. Rozdíl je patrný i pouhým uchem. K účasti v projektu nebylo třeba mít ani pokročilé ornitologické znalosti, ani hi-tech vybavení. Nahrávky pořízené běžnými smartphony či digitálními fotoaparáty jsou dostatečné k určení dialektu.

## Sesterský projekt Yellowhammer Dialects
V roce 2013 vznikl projekt „Yellowhammer Dialects“, jehož cílem bylo porovnat strnadí nářečí ve Velké Británii s nářečím na Novém Zélandu, kam byli britští strnadi v druhé polovině devatenáctého století dovezeni. Zjistilo se, že na Novém Zélandu je o několik dialektů více než v Británii, přičemž stejné dialekty byly zaznamenány i na evropské pevnině. V roce 2018 lze sledovat stav poznání o rozšíření strnadích dialektů ve světě.